# Limopsis loringi
Limopsis loringi is een tweekleppigensoort uit de familie van de Limopsidae. De wetenschappelijke naam van de soort is voor het eerst geldig gepubliceerd in 1873 door Angas.